# Alfred Chandler
Alfred DuPont Chandler jr. (New Castle County, 15 september 1918 – Cambridge (Massachusetts), 9 mei 2007) was een Amerikaans economisch historicus en bedrijfskundige, en hoogleraar in de bedrijfsgeschiedenis aan Harvard Business School, die veel heeft gepubliceerd over de structuur en strategie van moderne grootschalige ondernemingen.

## Levensloop
Chandler werd geboren in Guyencourt, een gemeentevrij gebied in New Castle County in Delaware. Hij groeide op in Buenos Aires en verhuisde op elfjarige leeftijd terug naar de VS naar Wilmington in Delaware. Vanaf 1936 studeerde hij geschiedenis aan de Harvard-universiteit, waar hij in 1940 aan het Harvard College cum laude afstudeerde. In de Tweede Wereldoorlog vervulde hij zijn dienst bij de United States Navy. Daarna studeerde hij verder aan de Universiteit van North Carolina in Chapel Hill, waar hij zich verdiepte in de geschiedenis van de zuidelijke staten. In 1952 promoveerde hij bij Harvard onder Talcott Parsons in geschiedenis.
Van 1950 tot 1963 doceerde hij bij Massachusetts Institute of Technology (MIT). Gedurende deze tijd schreef hij zijn beroemde boek Strategy and Structure over de wijze waarop bedrijven als General Motors, DuPont, Exxon en Sears businessstrategieën ontwikkelden. Na nog enige jaren aan de Johns Hopkins University, was hij ten slotte vanaf 1971 tot aan zijn pensionering in 1989 hoogleraar in de economische geschiedenis aan de Harvard Business School. Hiernaast was hij gastdocent aan de Universiteit van Oxford.
Chandler was redacteur van het tijdschrift Harvard Business Studies in History en president van de Economic History Association en de Business History Conference. Ook was hij lid van de American Philosophical Society en de American Academy of Arts and Sciences.
Chandler heeft op het gebied van de internationale vergelijkende studies enige algemene wetten geformuleerd omtrent de ontwikkeling van grote bedrijven, en hiermee een belangrijke impuls gegeven aan de bedrijfskunde en studie van bedrijfsgeschiedenis. Voor zijn publicatie The Visible Hand: The Managerial Revolution in American Business ontving hij in 1977 de Pulitzerprijs voor geschiedenis, en later ook de Bancroft-prijs. Het tijdschrift Fortune beschreef hem in 2006 als "Amerika's meest vooraanstaande bedrijfshistoricus".

## Werk
Chandler gebruikte de publicaties en aantekeningen van zijn voorvader, Henry Varnum Poor (1812–1905), een vooraanstaand analist van de spoorsector en een van de oprichters van Standard & Poor's, als basis voor zijn proefschrift.
Chandler begon zich begin jaren zestig te verdiepen in grootschalige ondernemingen. Zijn boek Strategy and Structure: Chapters in the History of the Industrial Enterprise uit 1962 onderzocht de organisaties DuPont, Esso, General Motors en Sears, Roebuck & Co. Hierbij ontdekte hij dat het management van die bedrijven de organisatie (her)inricht in reactie op vooropgezette bedrijfsstrategie.
In The Visible Hand: The Managerial Revolution in American Business uit 1977 legde Chandler de nadruk het kader van managers, die zo belangrijk bleek voor de leiding en organisatie van grootschalige ondernemingen, dat men kan spreken van een "managersrevolutie". Voor dit werk kreeg hij in 1978 de Pulitzer Prize. Deze thematiek werd verder uitgediept in het boek Scale and Scope: The Dynamics of Industrial Capitalism uit (1990) en in het boek Big Business and the Wealth of Nations, een bloemlezing geschreven en geredigeerd met Franco Amatori en Takashi Hikino.

### The Visible Hand
Chandlers meesterwerk is The Visible Hand: The Managerial Revolution in American Business uit 1977. In de eerste twee hoofdstukken (H.1-2) wordt gekeken naar traditionele door eigenaren geleide kleine bedrijven in de handel en productie, waaronder de slavenplantages in het zuiden van de Verenigde Staten. Daarna (H.3-5) geeft hij een samenvatting van de geschiedenis van het management bij de spoorwegen in de loop van de 19e en begin 20e eeuw. Daarbij legt hij de nadruk op innovaties niet alleen op technologisch gebied, maar ook in de boekhouding, financiën en statistieken.
Vervolgens concentreert hij zich op de nieuwe bedrijfsvoering, die eind 19e eeuw mogelijk is gemaakt door het spoorwegbedrijf en haar massadistributie. Deze nieuwe bedrijfsvoering werd bijvoorbeeld toegepast bij de opkomende warenhuizen en postorderbedrijven. Dan volgt een globale inventarisatie van innovatie in de massaproductie (H.8). De integratie van de massadistributie en massaproductie (H.9-11) leidde tot vele fusies en de opkomst van grootschalige industriële bedrijven rond 1900. De bedrijfsvoering berustte hier volgens Chandler niet langer voornamelijk op het optreden van de CEO, maar bij een geheel systeem van technieken, dat ook het middenkader (H.11), alsmede de bedrijfsstructuur omvatte. Dit was terug te vinden in de grootste firma's als Standard Oil, General Electric, US Steel, en DuPont (H13-14).
Chandler betoogde dat de moderne grootschalige bedrijven eind 19e en begin 20e eeuw zijn ontstaan doordat men profiteerde van de nationale markten en productieve technieken, die beschikbaar waren gekomen nadat het nationaal spoorwegennet was gerealiseerd. Hij ontdekte dat deze grootbedrijven succes oogsten door te profiteren van hogere productiviteit, lagere kosten en hogere winsten. Als gevolg hiervan veroorzaakte het bedrijfsleven een "managersklasse" in Amerika, die nodig was geworden om de steeds complexere en onderling afhankelijke systemen te coördineren. Het vermogen om efficiëntie te bereiken door middel van coördinatie, en niet door één of andere concurrentiebeperkende monopolistische hebzucht van roofridders, is de verklaring voor de hoge mate van concentratie in de moderne Amerikaanse bedrijfsleven.

### Organisatiesynthese
De thesis van elk van Chandlers werken is als volgt: gedurende de 19de eeuw leidde de ontwikkeling van nieuwe systemen op basis van stoom en elektriciteit tot een tweede industriële revolutie. Hierbij ontstonden veel kapitaalintensievere bedrijfstakken dan na de (eerste) Industriële revolutie van de eeuw daarvoor. De mobilisatie van het kapitaal was de essentiële voorwaarde om de nieuwe systemen tot stand te brengen: systemen die bestonden uit een groter aantal werknemers en managers, en die speelde in een groter geografisch terrein, dan ooit tevoren.
Meer in het bijzonder is de stelling van The Visible Hand, dat de bestuurlijke structuur en coördinatie een "zichtbare hand" vormen, die de motor vormt van de ontwikkeling en structurering van het moderne bedrijfsleven. Deze stelling van de "zichtbare hand" zet zich af tegen het populaire kapitalistische dogma van Adam Smith, dat de kapitalistische maatschappij wordt bestuurd door de "onzichtbare hand" van de marktwerking.

### Modellen van het kapitalisme
In de gehele ontwikkeling van schaalvergroting in het bedrijfsleven gedurende de tweede industriële revolutie heeft Chandler drie succesvolle modellen van het kapitalisme onderkend, die hij associeert met de drie leidende landen van de periode:
- Groot-Brittannië en het "persoonlijke kapitalisme",
- de Verenigde Staten en het "concurrerende kapitalisme", en
- Duitsland en het "coöperatieve kapitalisme".

Ondanks belangrijke verschillen in deze drie modellen, ziet Chandler één rode draad in het succes van de drie landen. En dat is de grootschalige industriële onderneming, die de motor van de groei is in alle drie de modellen. Haar rol is in de eerste plaats, dat zij de mogelijkheid biedt tot de bundeling van kapitaal en arbeid op grote schaal. Ten tweede vervuld zijn een rol van opvoeder, waarbij zij het land leert de relevante technologie en nieuwe managementvaardigheden aan te wenden. In de derde plaats biedt zij een kern waaromheen middelgrote en kleine bedrijven grondstoffen, halffabricaten en ander zakelijke diensten kunnen toeleveren.

## Invloed
Tezamen met econoom Oliver E. Williamson en historici Louis Galambos, Robert H. Wiebe, en Thomas C. Cochran, was Chandler een vooraanstaand historicus van de organisatiesynthese. Chandlers publicaties op dit gebied behoren nog steeds tot de meest geciteerde standaardwerken.
Chandlers werk werd in eerste instantie genegeerd in de geschiedenisfaculteiten van de academische wereld, maar bleek invloedrijk in het bedrijfsleven, en bij de studies economie en sociologie. In de sociologie, bijvoorbeeld, ging men er voor Chandlers onderzoek van uit, dat er geen verschil bestond in het management van overheids-, bedrijfs- en non-profitorganisaties. Chandlers focus op het bedrijfsleven bracht naar voren, dat deze verschillen wel degelijk bestaan. Dit was een belangrijke leidraad voor de organisatorische sociologen in de jaren 1970.
Dit heeft sociologen ook gemotiveerd om Chandlers werk nader te onderzoeken en te bekritiseren. Een kritiek was dat Chandler veronderstelde dat Amerikaanse bedrijven vooral handelde om redenen van efficiëntie. Volgens de critici bestond er in die tijd ook een complex van politieke bemoeienis en conflicten met andere belanghebbenden, die de bedrijven dwongen tot innovatie.

## Publicaties
- 1977. The Visible Hand. Cambridge, Massachusetts: The Belknap Press of Harvard University Press
- 1962. Strategy and Structure: Chapters in the History of the American Industrial Enterprise. Cambridge, MA: MIT Press
- 1980. Managerial hierarchies: comparative perspectives on the rise of the modern industrial enterprise. Met Herman Daems (red.). Cambridge, Mass.; London: Harvard University Press.
- 1990. Scale and Scope. Cambridge, MA. The Belknap Press of Harvard University Press
- 2005. Inventing the Electronic Century. Harvard University Press
- 2005. Shaping the Industrial Century. Harvard University Press

- Bibsys: 90083749
- Biblioteca Nacional de España: XX1184357
- Bibliothèque nationale de France: cb12132453d (data)
- Catàleg d'autoritats de noms i títols de Catalunya: 981058518679606706
- CiNii: DA00556653
- Gemeinsame Normdatei: 129734659
- International Standard Name Identifier: 0000 0001 0900 4479
- Library of Congress Control Number: n50000960
- Nationale Bibliotheek van Letland: 000065056
- Bibliotheek van het Japanse parlement: 00435685
- Nationale Bibliotheek van Tsjechië: vse2005296694
- Nationale bibliotheek van Australië: 35027220
- Nationale Bibliotheek van Israël: 987007259778705171
- Nationale Bibliotheek van Polen: a0000003251785
- Nederlandse Thesaurus van Auteursnamen: 07051206X
- LIBRIS: 336707
- SNAC: w6zp62dw
- Système universitaire de documentation: 029772273
- Trove: 800727
- Virtual International Authority File: 51724334
- WorldCat: E39PBJdmdKDwvPBKmFrBcDWxDq